# Tōbetsu
Tōbetsu (jap. 当別町 Tōbetsu-chō) – miasto w Japonii, w prefekturze Hokkaido, w podprefekturze Ishikari. Według danych na rok 2020 miejscowość zamieszkiwało 15 916 mieszkańców , a gęstość zaludnienia wyniosła 37,6 os./km².